# 萊克羅伯茨海茨 (新墨西哥州)
萊克羅伯茨海茨（英語：Lake Roberts Heights）是位於美國新墨西哥州格蘭特縣的普查規定居民點。

## 人口
根據2020年美國人口普查的數據，萊克羅伯茨海茨的面積為1.98平方千米，皆為陸地。當地共有人口22人，而人口密度為每平方千米11.11人。